# К'ініч-Кан-Балам II
К'ініч-Кан-Балам II (K'INICH KAN BAHLAM-ma, 23 травня 635 — 20 лютого 702) — ахав Баакуля у 684—702 роках. Ім'я перекладається як «Сяюча Змія-Ягуар».

## Життєпис

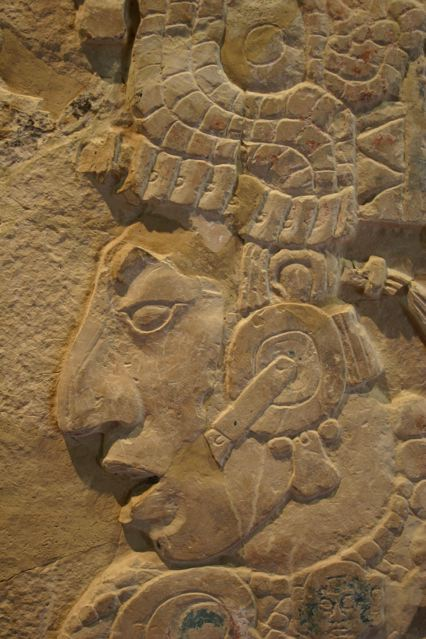
К'ініч-Кан-Балам II

Походив з династії Токтан-Лакамхи. Старший син ахава К'ініч-Ханааб-Пакаля I та Іш-Ц'акб'у-Ахав, принцеси з Хуште'к'уха. Народився 9.10.2.6.6, 2 Кімі 19 Соц' (23 травня 635 року). При народженні отримав ім'я Ах-Піцлаль-О'ль. Про життя в статусі спадкоємця трону невідоме. Після смерті батька наприкінці 683 року стає царем.
В день 9.12.11.12.10, 8 Ок 3 К'аяб (10 січня 684 року) відбулася церемонія сходження на трон. При цьому він змінив ім'я на К'ініч-Кан-Балам II. На початку свого царювання багато уваги приділяв зміцненню зовнішніх позицій Баакульского царства. В цей період він стикнувся з амбіціями царства Попо'.
В день 9.12.15.7.11, 10 Чувен 4 Сак (12 вересня 687 року) К'ініч-Кан-Балам II завдав рішучої поразки війську Попо', в результаті якого загинув ахав останнього — Йукноом-Пуваль-Вайваль.
Слідом за цим здійснено низку походів в область Середньої Усумасінти. В результаті в день 9.12.18.5.0, 12 Ахав 18 Йашк'ін (7 липня 690 року) «перед обличчям» К'ініч-Кан-Б'алама II відбулася коронація Муваан-Холь-Пакаля, царя Амт'уля, що визнав зверхність баакульського царя. Походи продовжували до 692 року, були підкорені царства Пе'туун (Ла-Мар), Анайте' і К'ало (усі на Лівобережжі Усумасінти). Незабаром К'ініч-Кан-Балам II встановив контроль над середньою течією Усумасинти, а також середнім і нижнім течією річки Сан-Педро-Мартир, просунувся на південний схід до кордонів Па'чанського і Шукальнаахського царств.
У день 9.13.0.0.0, 8 Ахав 8 За (18 березня 692 року) К'ініч-Кан-Б'алам II відсвяткував закінчення к'атуна. Того ж року зіткувся з потужним наступом К'ініч-Б'аакналь-Чаака, ахава Попо' проти баакульських васалів. Спочатку зазнав поразки Яш-Ака, ахав Анайте'. В день 9.13.0.10.3, 3 Ак'баль 11 Кех (7 жовтня 692 року) військових К'ініч-Кан-Б'алама II — К'авііль-Мо' — зазнав поразки і потрапив у полон. У 683 році було переможено васальне царство Пе'туун. В результаті цієї війни К'ініч-Кан-Б'алам II втратив контроль над Лівобережжям Усумасінти.
У відповідь К'ініч-Кан-Б'алам II зробив спробу наступу на південному сході. В день 9.13.2.15.15, 3 Мен 13 К'аяб (17 січня 695 року) він переміг Б'олон-Ніха з області Чікіль (васала царств Йокіб-К'ін або Попо'). Втім це не призвело дол зміни ситуації на користь Баакульського царства.
У день 9.13.5.0.0, 1 Ахав 3 Поп (20 лютого 697 року) К'ініч-Кан-Б'алам II відсвяткував закінчення п'ятиріччя. Про останні роки правління К'ініч-Кан-Балама II немає відомостей. Він помер у день 9.13.10.1.5, 6 Чікчан 3 Поп (20 лютого 702 року) у віці 67 років. Місце його поховання невідоме. Владу успадкував брат — К'ініч-К'ан-Хой-Читам II.

## Будівництво
В першу чергу К'ініч-Кан-Балам II завершив облаштування усипальниці свого батька — «Храму Написів», насамперед створені панелі і прикраси зовнішнього боку храму. Текст на західній панелі з «Храму Написів» завершується повідомленням про коронацію К'ініч-Кан-Б'алама II, який «дарував свою турботу Б'олон-Йет-Наах». Точна дата посвяти «Храму Написів» залишається предметом суперечок. Епіграфісти пропонувують дві ймовірні дати — 688 і 690 роки відповідно. Обидві записані над дверима будівлі.
У 690-х роках доручив своїм архітекторам здійснити новий масштабний проект з будівництва трьох храмів «Групи Хреста». Як місце для будівництва ахав обрав область Лакам Ха', розташовану на схід від потоку Отолум і на північ від двох уже існуючих на той час похоронних споруд — Храмов XVIII-A і XX. Були зведені «Храм Хреста», «Храм Листяного Хреста» і «Храм Сонця», що сьогодні є визнаними шедеврами світової архітектури і одним з основних джерел для вивчення релігії стародавніх майя. Вони були висвячені в один день 9.12.19.14.12, 5 Еб 5 К'аяб (10 січня 692 року), кожен з храмів групи був святилищем одного з богів «Паленкської Тріади».
У зв'язку з святкуванням к'атуна була створена єдина відома в Паленке повнофігурна стела.

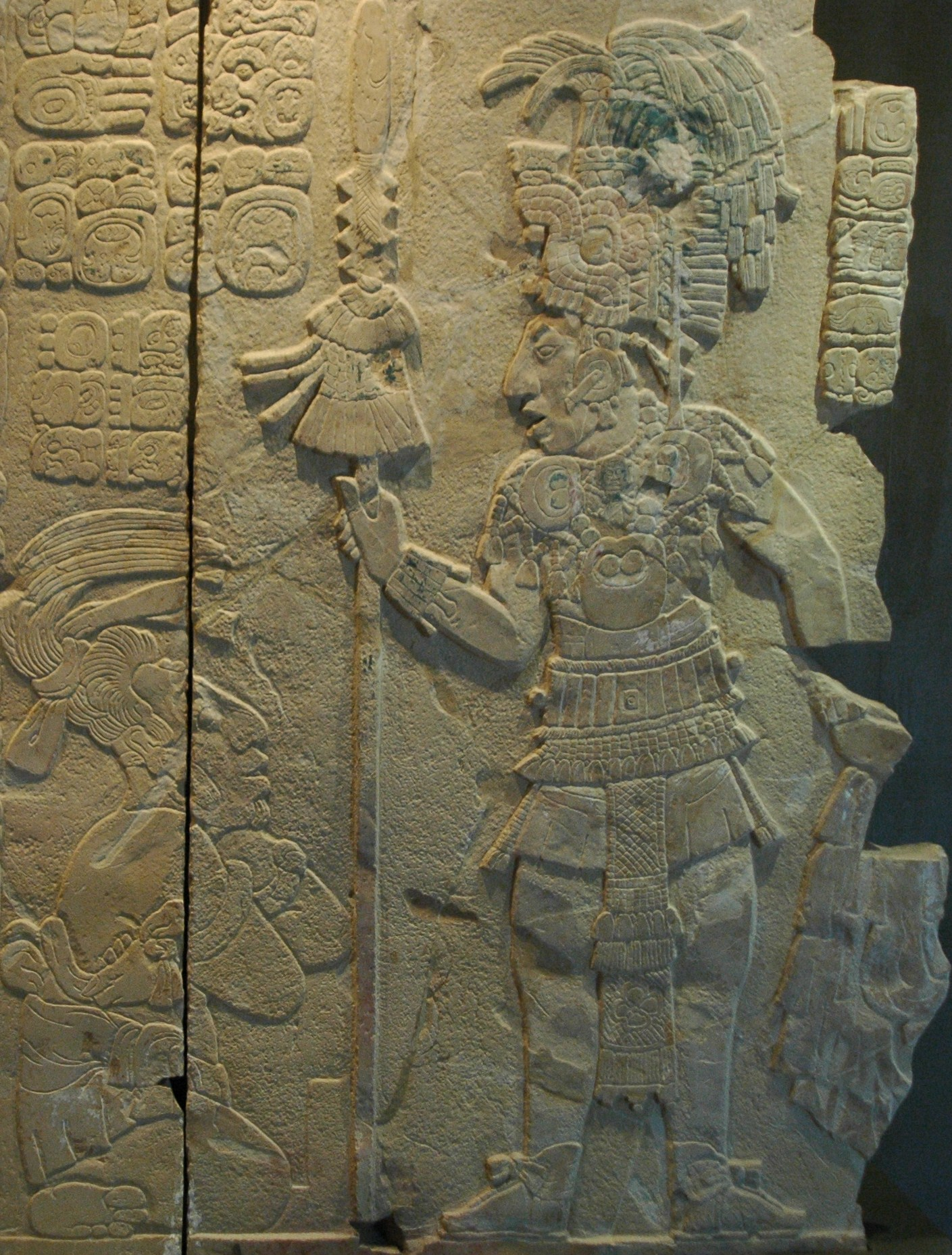
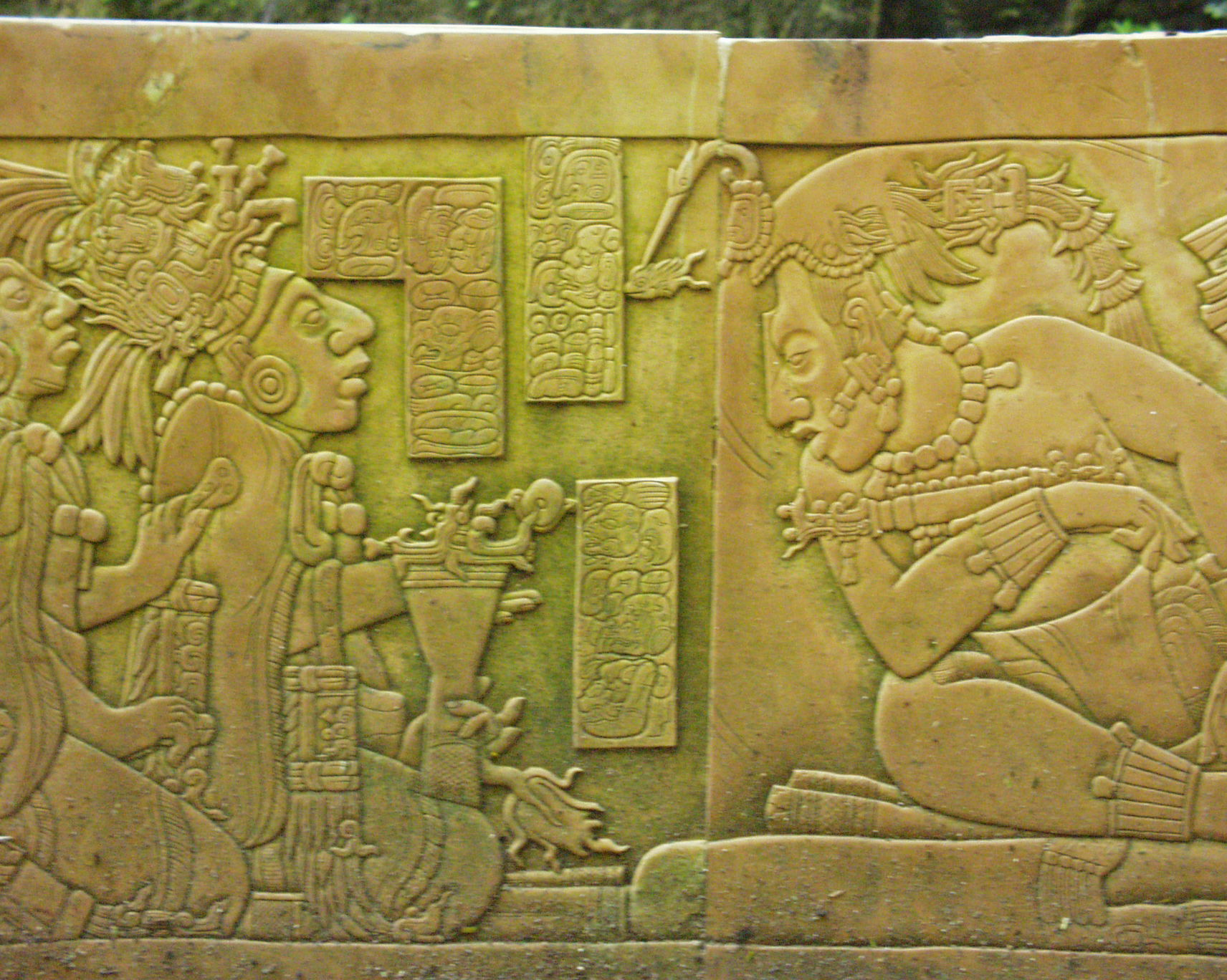